# Моэ Поати III
Моэ Поати III (фр. Moe Poaty III; род. 3 апреля 1886, Чизонди, Конго — 3 мая 1975, Диоссо, Конго) — король Лоанго в 1931—1975 годах.

## Биография
Моэ Поати III родился в 1886 году в Чизонди. Взошёл на престол 18 марта 1931 года. Умер 3 мая 1975 года после долгого почти 44-летнего правления. Был похоронен на кладбище Чибанг Банг.
Моэ Поати III жил до самой смерти в своей королевской резиденции, построенной колониальной администрацией в 1954 году. Эта резиденция стала в 1982 году Региональным музеем искусств и традиций короля Лоанго. В целях сохранения конголезского культурного наследия его основная функция заключается в сборе, представлении объектов и свидетельстве об историческом, археологическом, этнографическом или художественном интересе этих объектов.